# Saša Marjanović
Saša Marjanović (serb. cyr. Саша Марјановић; ur. 13 listopada 1987 w Niszu) – serbski piłkarz, występujący na pozycji defensywnego lub środkowego pomocnika w serbskim klubie Radnički Nisz.